# War Tour
War Tour var U2:s tredje konsertturné, genomförd 1982-1983.
Albumet War gavs inte ut förrän i februari 1983 men redan i december året innan inleddes Pre-War Tour. Bland annat Konserthuset i Stockholm besöktes då. Dock spelades endast tre låtar från det kommande albumet under dessa konserter. I slutet av februari 1983 startade turnén på "riktigt" med 28 raka utsålda spelningar i Storbritannien. Under våren gavs 48 konserter i USA där U2 fortfarande hade svårt att slå igenom i mainstreamradio. Reklambudskap som "U2 declares war!" syftade på att man vill slå ut den vanliga tråkiga "tuggummipopen". New Year's Day fick mycket speltid på MTV och gruppens tidigare turnerande gav dem en trogen skara fans.

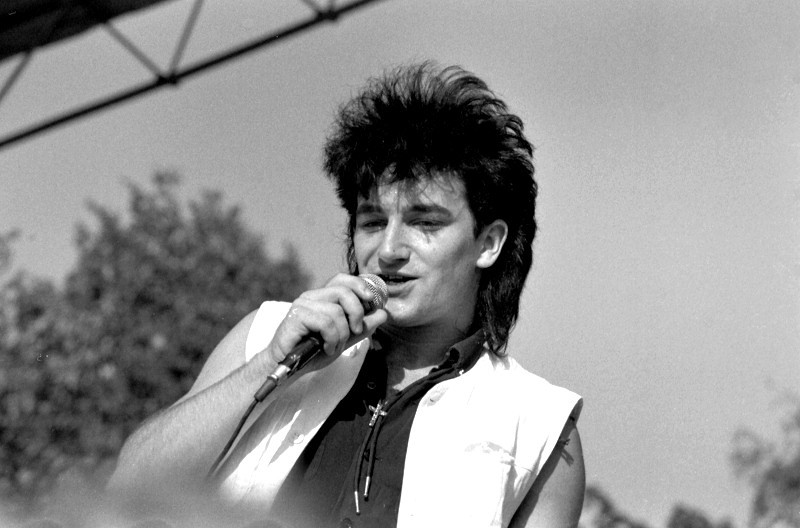
U2 vid Kalvøya-festivalen, Norge 1983

I juni filmades en legendarisk konsert på en amfiteater utanför Denver. Den gavs ut som en konsertvideo och livealbum under namnet Under a Blood Red Sky. Det vackra och dramatiska landskapet i kombination med regnet, ljussättningen och U2:s energi på scenen visade sig vara en lyckad kombination. Delar av filmen, framförallt Sunday Bloody Sunday, visades ofta på MTV vilket gav bandet än mer status som liveband. Tidningen Rolling Stone listade videon som ett av 50 Moments that Changed Rock and Roll år 2004. 
Under sommaren spelade U2 på en del sommarfestivaler, bland annat i Oslo. Turnén avslutades i november med bandets första besök i Japan.
Trots namnet War Tour var hela budskapet för turnén fred, vilket bland annat illustrerades med vita flaggor på scenen.

## Låtlista på konserten i Stockholm 15 december 1982
- 1. Out Of Control
- 2. Twilight
- 3. Surrender
- 4. I Threw A Brick Through A Window
- 5. A Day Without Me
- 6. An Cat Dubh
- 7. Into The Heart
- 8. Sunday Bloody Sunday
- 9. The Cry
- 10. The Electric Co. / Send In The Clowns (snippet)
- 11. I Fall Down
- 12. October
- 13. New Year's Day
- 14. Gloria
- 15. I Will Follow
- 16. Fire
- 17. A Celebration
- 18. 11 O'Clock Tick Tock / We Wish You A Merry Christmas (snippet)
- 19. The Ocean

## Spelningar
- 1982-12-01 Glasgow, Skottland, Tiffany's
- 1982-12-02 Manchester, England, Apollo Theatre
- 1982-12-03 Leicester, England, De Montfort Hall
- 1982-12-04 Birmingham, England, Odeon
- 1982-12-05 London, England, Lyceum Ballroom
- 1982-12-06 London, England, Hammersmith Palais
- 1982-12-08 Utrecht, Holland, Muziekcentrum Vredenburg
- 1982-12-09 Groningen, Holland, Martinihal
- 1982-12-10 Mechelen, Belgien, Volksbelang
- 1982-12-11 Deinze, Holland, Breilport
- 1982-12-12 Genk, Belgien, Limburghal
- 1982-12-14 Köpenhamn, Danmark, Falkoner Teatret
- 1982-12-15 Stockholm, Sverige, Konserthuset
- 1982-12-16 Oslo, Norge, ?
- 1982-12-18 Cork, Irland, City Hall
- 1982-12-19 Galway, Irland, Leisureland
- 1982-12-20 Belfast, Nordirland, Maysfield Leisure Centre
- 1982-12-22 Dublin, Irland, SFX Centre
- 1982-12-23 Dublin, Irland, SFX Centre
- 1982-12-24 Dublin, Irland, SFX Centre

- 1983-02-26 Dundee, Skottland, Caird Hall
- 1983-02-27 Aberdeen, Skottland, Capitol Theatre
- 1983-02-28 Edinburgh, Skottland, Edinburgh Playhouse
- 1983-03-01 Newcastle, England, City Hall
- 1983-03-02 Lancaster, England, Lancaster University
- 1983-03-03 Liverpool, England, Royal Court Theatre
- 1983-03-04 Hanley, England, Victoria Hall
- 1983-03-06 Portsmouth, England, Guildhall
- 1983-03-07 Bristol, England, Colston Hall
- 1983-03-08 Exeter, England, Exeter University
- 1983-03-09 Poole, England, Arts Centre
- 1983-03-10 Birmingham, England, Odeon
- 1983-03-11 Cardiff, Wales, St. David's Hall
- 1983-03-13 Brighton, England, Top Rank
- 1983-03-14 London, England, Hammersmith Odeon
- 1983-03-15 Ipswich, England, Gaumont Theatre
- 1983-03-17 Sheffield, England, City Hall
- 1983-03-18 Leeds, England, Leeds University
- 1983-03-19 Manchester, England, Apollo Theatre
- 1983-03-20 Derby, England, Assembly Rooms
- 1983-03-21 London, England, Hammersmith Odeon
- 1983-03-22 London, England, Hammersmith Palais
- 1983-03-24 Glasgow, Skottland, Tiffany's
- 1983-03-25 Liverpool, England, Royal Court Theatre
- 1983-03-26 Newcastle, England, City Hall
- 1983-03-27 Birmingham, England, Odeon
- 1983-03-28 Nottingham, England, Royal Centre
- 1983-03-29 London, England, Hammersmith Palais
- 1983-04-03 Bourges, Frankrike, Festival de Printemps

- 1983-04-23 Chapel Hill, NC, USA, Kenan Stadium
- 1983-04-24 Norfolk, VA, USA, Chrysler Hall
- 1983-04-25 College Park, MD, USA, Ritchie Coliseum (University Of Maryland)
- 1983-04-27 Auburn, NY, USA, Cayhuga County Community College Gym
- 1983-04-28 Rochester, NY, USA, Ice Rink (Rochester Institute of Technology)
- 1983-04-29 Delhi, NY, USA, State University of New York
- 1983-04-30 Providence, RI, USA, Brown University
- 1983-05-01 Stony Brook, NY, USA, Stony Brook University
- 1983-05-03 Pittsburgh, PA, USA, Fulton Theater
- 1983-05-05 Boston, MA, USA, Orpheum Theater
- 1983-05-06 Boston, MA, USA, Orpheum Theater
- 1983-05-07 Albany, NY, USA, State University of New York
- 1983-05-08 Hartford, CT, USA, Trinity College
- 1983-05-10 New Haven, CT, USA, Woolsey Hall (Yale University)
- 1983-05-11 New York, NY, USA, Palladium
- 1983-05-12 Passaic ,NJ, USA, Capitol Theater
- 1983-05-13 Philadelphia, PA, USA, Tower Theater
- 1983-05-14 Philadelphia, PA, USA, Tower Theater
- 1983-05-16 Buffalo, NY, USA, Shea Center
- 1983-05-17 Toronto, Kanada, Massey Hall
- 1983-05-19 Cleveland, OH, USA, Music Hall
- 1983-05-20 Detroit, MI, USA, Grand Circus Theater
- 1983-05-21 Chicago, IL, USA, Aragon Ballroom
- 1983-05-22 Minneapolis, MN, USA, Northrup Auditorium (University Of Minnesota)
- 1983-05-25 Vancouver, Kanada, Queen Elizabeth Theater
- 1983-05-26 Seattle, WA, USA, Paramount Theater
- 1983-05-27 Seattle, WA, USA, Paramount Theater
- 1983-05-30 Devore, CA, USA, Glen Helen Regional Park
- 1983-06-01 San Francisco, CA, USA, Civic Auditorium
- 1983-06-03 Salt Lake City, UT, USA, Salt Palace Assembly Hall
- 1983-06-05 Denver, CO, USA, Red Rocks Amphitheater
- 1983-06-06 Boulder,CO, USA, Colorado State University
- 1983-06-08 Kansas City, MO, USA, Memorial Hall
- 1983-06-09 Tulsa, OK, USA, Brady Theater
- 1983-06-10 Norman, OK, USA, Lloyd Noble Center (University Of Oklahoma)
- 1983-06-11 Austin, TX, USA, The Meadows
- 1983-06-13 Dallas, TX, USA, Bronco Bowl
- 1983-06-14 Houston, TX, USA, Music Hall
- 1983-06-17 Los Angeles, CA, USA, Los Angeles Memorial Sports Arena
- 1983-06-21 Orlando, FL, USA, Jai Alai Fronton Hall
- 1983-06-22 Tampa, FL, USA, Curtis Hixon Convention Center
- 1983-06-23 Miami, FL, USA, Sunrise Musical Theatre
- 1983-06-24 Jacksonville, FL, USA, Civic Auditorium
- 1983-06-25 Atlanta, GA, USA, Civic Center
- 1983-06-27 New Haven, CT, USA, Coliseum
- 1983-06-28 Worcester, MA, USA, The Centrum
- 1983-06-29 New York, NY, USA, Pier 84

- 1983-07-02 Torhout, Belgien, Festival Grounds
- 1983-07-03 Werchter, Belgien, Festival Grounds
- 1983-08-14 Dublin, Irland, Phoenix Park Racecourse
- 1983-08-19 Warszawa, Polen, Stadion Dziesięciolecia
- 1983-08-20 St. Goarhausen, Tyskland, Loreley Amphitheater
- 1983-08-21 Oslo, Norge, Kalvola Festival

- 1983-11-22 Osaka, Japan, Festival Hall
- 1983-11-23 Nagoya, Japan, Seto-Shi Bunka Center
- 1983-11-26 Tokyo, Japan, Shibuya Kokaido
- 1983-11-27 Tokyo, Japan, Shibuya Kokaido
- 1983-11-28 Tokyo, Japan, Kosei Nenkin Hall
- 1983-11-29 Tokyo, Japan, Sun Plaza Hall

## Låtar som spelades
De mest spelade låtarna under "War Tour" (ej komplett då statistik saknas):
- Sunday Bloody Sunday  91 gånger
- New Year's Day 90
- Gloria 88
- I Will Follow 85
- The Electric Co. 85
- The Cry 85
- Surrender 84
- Out Of Control 83
- 11 O'Clock Tick Tock 79
- I Fall Down 78
- Twilight 78
- October 78
- 40 73
- Two Hearts Beat As One Seconds 72
- Seconds 70